# 环己甲酸睾酮
环己甲酸睾酮（缩写THHB，或称为testosterone cyclohexanecarboxylate，TCHC，商品名有：Testormon Depot、Sterandryl Retard、Tardosterandryl、Testosteron-Depot等）是一种有机化合物，分子式C26H38O3，可看作睾酮17β位置的环己烷甲酸酯，属于雄激素酯类同化類固醇。